# Плезантон (Нью-Мексико)
Плезантон (англ. Pleasanton) — переписна місцевість (CDP) в США, в окрузі Катрон штату Нью-Мексико. Населення — 97 осіб (2020).

## Географія
Плезантон розташований за координатами 33°16′47″ пн. ш. 108°52′51″ зх. д. / 33.27972° пн. ш. 108.88083° зх. д. (33.279793, -108.880873).  За даними Бюро перепису населення США в 2010 році переписна місцевість мала площу 4,09 км², з яких 3,95 км² — суходіл та 0,14 км² — водойми.

## Демографія
Згідно з переписом 2010 року, у переписній місцевості мешкало 106 осіб у 56 домогосподарствах у складі 33 родин. Густота населення становила 26 осіб/км².  Було 71 помешкання (17/км²).
Расовий склад населення:
| - 94,3 % — білих - 2,8 % — осіб інших рас |

До двох чи більше рас належало 2,8 %. Частка іспаномовних становила 18,9 % від усіх жителів.
За віковим діапазоном населення розподілялося таким чином: 14,2 % — особи молодші 18 років, 50,0 % — особи у віці 18—64 років, 35,8 % — особи у віці 65 років та старші. Медіана віку мешканця становила 58,7 року. На 100 осіб жіночої статі у переписній місцевості припадало 96,3 чоловіків;  на 100 жінок у віці від 18 років та старших — 93,6 чоловіків також старших 18 років.
Середній дохід на одне домашнє господарство  становив 84 024 долари США (медіана — 92 750), а середній дохід на одну сім'ю — 100 976 доларів (медіана — 93 875). 
Цивільне працевлаштоване населення становило 12 особи. Основні галузі зайнятості: освіта, охорона здоров'я та соціальна допомога — 100,0 %.